# Municipio de Roseneath
El municipio de Roseneath (en inglés: Roseneath Township ) es un municipio ubicado en el  condado de Halifax en el estado estadounidense de Carolina del Norte. En el año 2010 tenía una población de 572 habitantes.

## Geografía
El municipio de Roseneath se encuentra ubicado en las coordenadas 36°5′9.56″N 77°28′22.9″O / 36.0859889, -77.473028.